# Пангос, Кевин
Кевин Джозеф Пангос (англ. Kevin Joseph Pangos; род. 26 января 1993, Холланд-Ландинг, провинция Онтарио, Канада) — канадский профессиональный баскетболист, играющий на позиции разыгрывающего защитника.

## Карьера
Студенческая карьера Пангоса прошла в университете Гонзаги, где Кевин отыграл 4 сезона и побил ряд рекордов по результативности.
Профессиональная карьера Пангоса началась в испанской «Гран-Канарии», где набирал в среднем 10,8 очка, 4,5 передачи и 2,3 подбора.

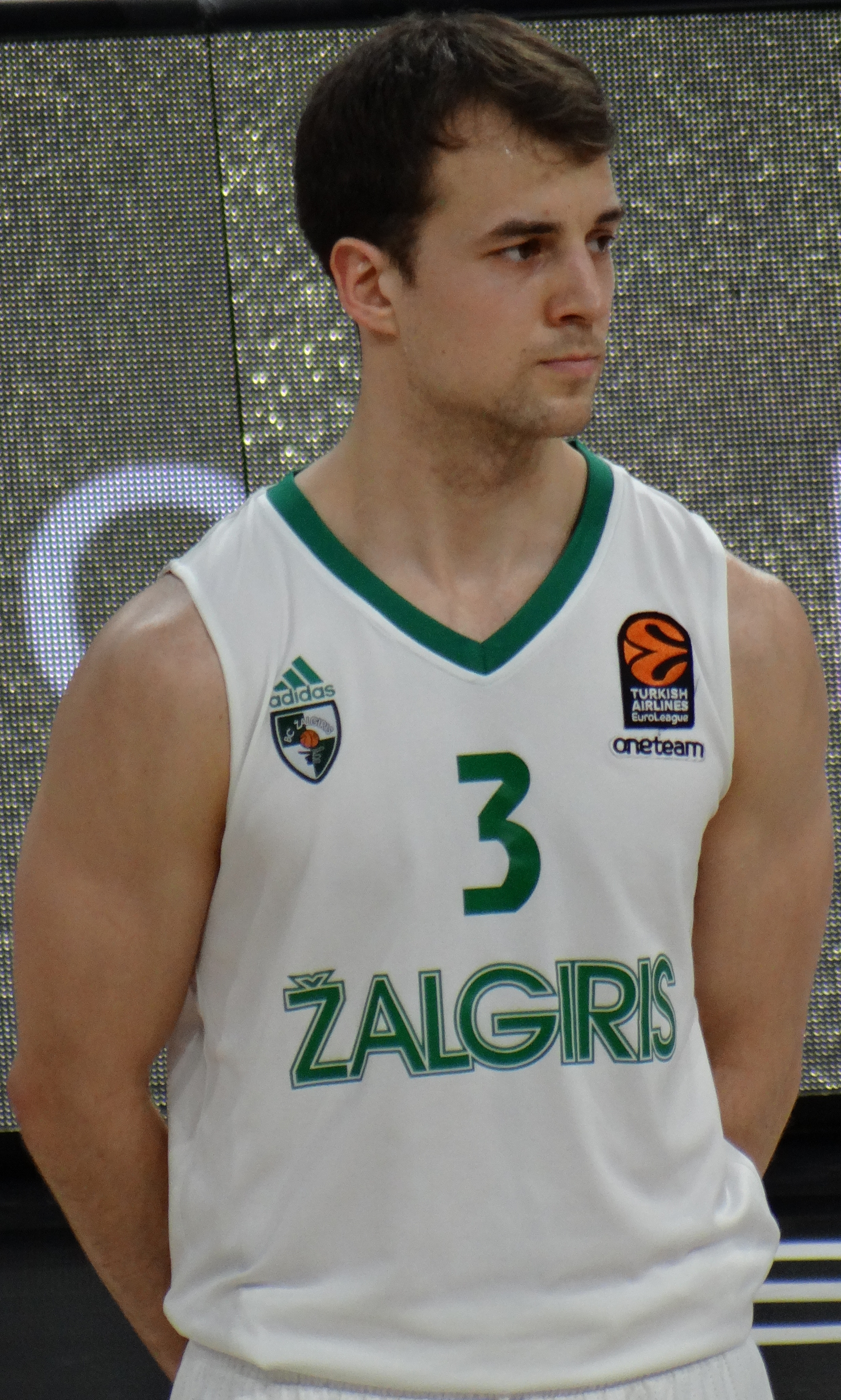
Кевин Пангос в составе «Жальгириса»

В июле 2016 года Пангос перешёл в «Жальгирис», в составе которого завоевал 2 титула чемпиона Литвы, 2 титула обладателя Кубка короля Миндаугаса, вошёл во вторую сборную всех звёзд Евролиги и впервые за 20 лет вышел с командой в «Финал четырёх» Евролиги.
В июле 2018 года Пангос подписал 2-летний контракт с «Барселоной». В сезоне 2018/2019 в Евролиги Кевин набирал 7,0 очка, 1,1 подбора и 3,2 передачи в среднем за игру.
В сезоне 2019/2020 Пангос провёл всего 3 матча из-за травмы левой стопы и досрочного завершения.
В июле 2020 года Пангос перешёл в «Зенит».
1 февраля 2021 года стал известен состав команд на «Матч всех звёзд» Единой лиги ВТБ. По итогам голосования болельщиков и анкетирования СМИ, в котором приняли участие 23 издания, Пангос попал в состав команды «Звёзды Мира». В этой игре Кевин провёл на площадке 9 минут 27 секунд и отметился 6 очками и 3 передачами.
В Единой лиге ВТБ Пангос был включён в символическую пятёрку по итогам серий 1/4 финала плей-офф.
В 39 матчах Евролиги Пангос набирал 13,5 очка, 2,0 подбора, 6,7 передачи, 0,7 перехвата, 14,8 балла за эффективность действий и реализовывал по 2,3 трёхочковых броска в среднем за игру. По итогам турнира Кевин включён в первую сборную всех звёзд Евролиги.
23 февраля 2022 года Пангос подписал контракт с ЦСКА. Дебютная игра Кевина за московский клуб была намечен на 4 марта, но Пангос не прилетел в Россию из-за ситуации на Украине.
В июле 2022 года Пангос расторг контракт с ЦСКА в одностороннем порядке и перешёл в «Олимпию Милан».
В декабре 2023 года Пангос стал игроком «Валенсии».
2 августа 2024 года Пангос подписал контракт с итальянским клубом «Наполи».

## Сборная Канады
В 2009 году Пангос выступал за сборную Канады (до 16 лет) и завоевал бронзовые медали чемпионата Америки. Его средняя статистика составила 18,4 очка, 5,4 подбора, 3,8 передачи и 3,2 перехвата.
В 2010 году Пангос стал бронзовым призёром чемпионата мира (до 17 лет) в составе юношеской сборной Канады, где он набирал 15,8 очка, 5 подборов и 1,3 перехвата. По итогам турнира Кевин был включён в символическую пятёрку турнира как «Лучший разыгрывающий защитник».
В 2011 году в составе сборной Канады (до 18 лет) Пангос принял участие в чемпионате Америки и выиграл бронзовые медали. Кевин отметился статистикой в 13,5 очка, 3,1 передачи и 2,1 перехвата.
В конце августа 2019 года Пангос был включён в итоговый состав сборной Канады на чемпионат мира-2019 в Китае.

## Личная жизнь
Пангос родился в канадском городе Холланд Лендинг в семье выходцев из Словении. Родители Кевина играли в баскетбол на университетском уровне и во многом способствовали тому, что вместо популярного в Канаде хоккея он выбрал баскетбол.

## Достижения

### Клубные
- Бронзовый призёр Евролиги: 2017/2018
- Бронзовый призёр Единой лиги ВТБ: 2020/2021
- Чемпион Литвы (2): 2016/2017, 2017/2018
- Бронзовый призёр чемпионата России: 2020/2021
- Серебряный призёр Кубка Испании: 2016
- Обладатель Кубка короля Миндаугаса (2): 2017, 2018

### Сборная Канады
- Бронзовый призёр чемпионата мира (до 17 лет): 2010
- Бронзовый призёр чемпионата Америки (до 18 лет): 2012
- Бронзовый призёр чемпионата Америки (до 16 лет): 2009